# Карабутівський заказник
Карабутівський — загальнозоологічний заказник місцевого значення в Україні. Об'єкт природно-заповідного фонду Сумської області.

## Опис
Розташований на околиці села Карабутове у заплаві річки Ромен. Площа - 93,7 га. Оголошено територією ПЗФ 10.01.2008 з метою збереження в природному стані водно-болотного угіддя, що є осередком збереження мисливських видів тварин та рідкісних, занесених до Червоної книги України (горностай, ванесса чорно-руда), Європейського Червоного Списку (деркач) та Бернської конвенції (канюк, яструб великий, іволга, жаби часникова та гостроморда, тритон гребінчастий).